# Cintura vulcanica delle Ande

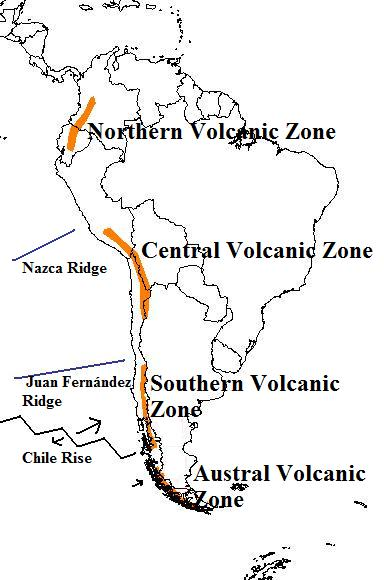
La suddivisione della cintura vulcanica delle Ande, con le zone di subduzione che influenzano il vulcanismo.

La cintura vulcanica delle Ande o cintura vulcanica andina, è un'importante cintura vulcanica sudamericana che si sviluppa lungo la Cordigliera delle Ande compresa nei territori di Argentina, Bolivia, Cile, Colombia, Ecuador e Perù.
Si è formata per effetto della subduzione della placca di Nazca e della placca antartica al di sotto della placca sudamericana. La cintura è suddivisa in quattro zone vulcaniche separate tra loro da aree prive di vulcanismo. I vulcani della cintura differiscono tra loro per la tipologia dell'attività vulcanica, i prodotti e la morfologia. Alcune delle differenze possono essere correlate alla zona vulcanica di appartenenza, ma ci sono anche significative differenze all'interno della stessa zona e tra vulcani vicini. Anche se la cintura vulcanica delle Ande è una locazione tipica per il vulcanismo calcalcalino e di subduzione, essa presenta anche una vasta gamma di tipologie tettoniche, come sistemi di rift e zone estensionali, faglie trasformi, subduzione di dorsali oceaniche e catene di montagne sottomarine, con differenti percorsi di risalita del magma e variazioni dello spessore e struttura della crosta.
Il vulcano Romeral, in Colombia, è il più settentrionale tra i membri attivi della catena. A sud della latitudine 49° S, all'interno della Zona vulcanica australe, l'attività vulcanica diminuisce e il vulcano più meridionale è il Fueguino nell'arcipelago della Terra del Fuoco.